# 石榴井
石榴井，位于中国云南省丽江市古城区大研街道七一社区八一上段，建于清代。
2023年8月22日，石榴井公布为第四批古城区文物保护单位。